# Pommes frites

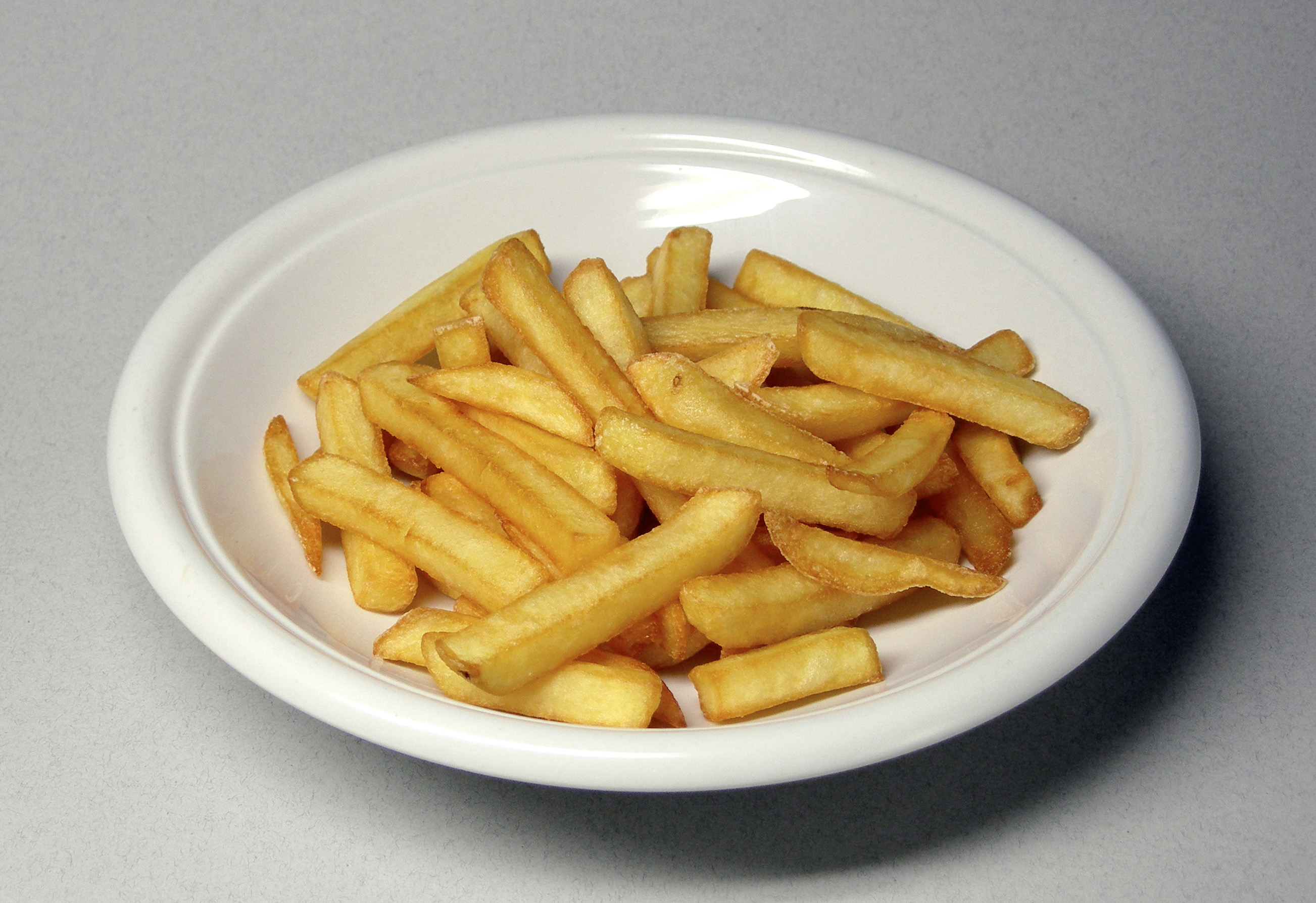
Pommes frites

Pommes frites ([pomˈfrɪt], ibland stavat pomfritt efter uttalet) är potatis som har skurits i stavar och därefter friterats. Namnet pommes frites kommer av franskans pommes de terre frites som ordagrant betyder "friterade jordäpplen", det vill säga friterade potatisar. I folkmun kallat bland annat "pommes" och "strips", i Finland även "franskisar" som liksom finskans "ranskalaiset (perunat)" och "ranskikset" kommer från benämningen "fransk potatis".
Ursprunget är osäkert, men många menar att de härstammar från Belgien. En inte helt bekräftad historia, med ursprung hos den belgiske historikern Jo Gerard, gör gällande att ursprunget skulle ha varit i Meuse-dalen mellan Dinant och Liège i dåvarande Spanska Nederländerna 1680, där friterad fisk lokalt skulle ha varit en vanlig maträtt. En sträng vinter skulle ha gjort att det inte gick att få upp någon fisk från floden, och man skulle därför ha skurit potatis i bitar och friterat dessa som substitut.
Pommes frites blev dock känt över hela världen i och med snabbmatskedjornas expansion.

## Användning
Pommes frites äts ofta som tillbehör till kött, fisk och korv. I snabbmatsrestauranger världen över är hamburgare med pommes frites en vanlig kombination. I Storbritannien är friterad fisk och pommes frites en klassisk kombination under namnet fish and chips, och denna maträtt har även spritt sig till många andra länder. I det troliga ursprungslandet Belgien samt i Nederländerna är det vanligt att äta pommes frites på egen hand som en snabbmatsrätt, köpt i fasta eller mobila gatukök som enbart eller huvudsakligen säljer denna rätt. Majonnäs är ett vanligt tillbehör till pommes frites som äts på detta sätt, och används då som dippsås. Musslor (kokta och marinerade) och pommes frites – moules et frites – betraktas som Belgiens nationalrätt, och pommes frites är där fullt accepterat som ett tillbehör även på eleganta restauranger.

## Näringsinnehåll och hälsorisker
De flesta typer av färdigköpt pommes frites innehåller mycket fett, främst från vegetabiliska oljor. Fettinnehållet kan dock variera mycket beroende på stavarnas tjocklek och friteringsmetod. I april 2002 kom rön om att pommes frites (i likhet med andra kraftigt uppvärmda produkter innehållande stärkelse) innehöll för höga värden av det cancerframkallande ämnet akrylamid. Riskerna har dock tonats ned senare.

## Varianter
Friterad potatis finns i många former. 
- Pommes frites – 1×1×5 cm tjocka långa stavar, ofta räfflade.
- Pommes strips – längre och tunnare än frites, oräfflade.
- Pommes mirette – 1–1,5 cm stora tärningar.
- Pommes château – klyftor.
- Pommes noisettes – kulor uttagna med potatisjärn.
- Pommes allumettes – tändstickor.
- Pommes pailles – halmstrån.
- Pommes chips – flarn.
- Pommes gaufrettes – våfflor.
- Pommes soufflées – kuddar.